# Route nationale 759
Die Route nationale 759, kurz N 759 oder RN 759, war eine französische Nationalstraße, die von 1933 bis 1973 zwischen einer Kreuzung mit der Nationalstraße 751 südwestlich von Chinon und Mauléon verlief. Ihre Länge betrug 88 Kilometer.